# 山溪擬鈎鯰
山溪擬鈎鯰，為輻鰭魚綱鯰形目甲鯰科擬鈎鯰屬的其中一種，為熱帶淡水魚，分布於南美洲奧里諾科河流域，體長可達10公分，棲息在底層水域，生活習性不明。